# A. Tryfiatis-Tripiaris
A. Tryfiatis-Tripiaris (in greco Α. Τρυφιατης-Τρυπιαπης?; Smirne, ... – ...; fl. XIX secolo) è stato un pistard greco.
Partecipò alle gare di ciclismo delle prime Olimpiadi moderne che si svolsero ad Atene nel 1896, nella 12 ore su pista, dove si ritirò alla 3ª ora.